# Artaksydowie
Artaksydowie – dynastia panująca w Armenii w latach 189 r. p.n.e. - 12 r. n.e.
Uważana za pierwszą narodową dynastię ormiańską. Zjednoczyli tereny zamieszkiwane przez Ormian w jedno królestwo, które w latach świetności Tigranesa II obejmowało też Cylicję, północną Mezopotamię.

## Początki
Według Strabona początek dynastii dali dwaj starapowie: Artakses z Armenii i Zariadres z Sophene, którzy podnieśli bunt w 189 r. p.n.e. przeciwko Seleucydom. Stało się to po klęsce Greków pod Magnezją. Obaj pretendowali do objęcia władzy nad Armenią i uważali się za potomków ormiańskiej dynastii Orontydów.

## Władcy
| #  | Imię                           | Wizerunek | Urodzony   | Zmarł     | Czas rządów               | Rodzice                       | Tytuł                  |
| -- | ------------------------------ | --------- | ---------- | --------- | ------------------------- | ----------------------------- | ---------------------- |
| 1  | Artakses I                     |           |            |           | 188 p.n.e. -165? p.n.e.   |                               | król Armenii           |
| 2  | Artawazdes I                   |           |            |           | 165? p.n.e.- 115 p.n.e.   | Artakses I Satenik            | król Armenii           |
| 3  | Tigranes I                     |           |            |           | 115 p.n.e.- 95 p.n.e.     | Artakses I Satenik            | król Armenii           |
| 4  | Tigranes II Wielki             |           | 138 p.n.e. | 56 p.n.e. | 95 p.n.e.- 55p.n.e.       | Tigranes I lub Artawazdes I   | król Armenii           |
| 5  | Artawazdes II                  |           |            |           | 55 p.n.e. - 34 p.n.e.     | Tigranes II Kleopatra z Pontu | król Armenii           |
| 6  | Artakses II                    |           |            | 20 p.n.e. | ok. 30 p.n.e. - 20 p.n.e. | Artawazdes II                 | król Armenii           |
| 7  | Tigranes III                   |           |            |           | 20 p.n.e.- 8/6 p.n.e.     | Artawazdes II                 | król Armenii           |
| 8  | Tigranes IV                    |           |            |           | 8 p.n.e. - 5 p.n.e.       |                               | król Armenii           |
| 9  | Artawazdes III                 |           |            |           | 5 p.n.e.- 2 p.n.e.        |                               | król Armenii           |
| 10 | Tigranes IV (ponownie) i Erato |           |            |           | 2 p.n.e. - 1? n.e.        |                               | król i królowa Armenii |
| 11 | Artawazdes IV                  |           |            |           | 4 n.e.- 6 n.e.            |                               | król Armenii           |
| 12 | Tigranes V                     |           |            | 36 n.e.   | 6-12 n.e.                 |                               | król Armenii           |
| 13 | Erato                          |           |            |           | 6 n.e.-12 n.e.            | Tigranes III                  | królowa Armenii        |